# Fulpingkot
Fulpingkot (nepalski: फुल्पिडकोत) – gaun wikas samiti w środkowej części Nepalu w strefie Bagmati w dystrykcie Sindhupalchowk. Według nepalskiego spisu powszechnego z 2001 roku liczył on 846 gospodarstw domowych i 4252 mieszkańców (2168 kobiet i 2084 mężczyzn).